# Natalievca, Fălești
Natalievca (Nătăleni) este satul de reședință al comunei cu același nume  din raionul Fălești, Republica Moldova. Distanța până la centrul raional, Fălești, este de 24 km, până la Bălți - 7 km și pâna la Chișinău - de 127 km.

## Geografie
Suprafața satului Natalievca constituie circa 1,31 km2.

## Populație
Moldoveni (10,27%)
     Ucraineni (82,12%)
     Ruși (7,08%)
     Alte etnii (0,53%)
Conforma datelor recensământului din 2004, populația satului Natalievca constituia 565 locuitori, inclusiv 269 bărbați ( 47,61%) și 296 femei (52,39%). Componența etnică este dominată de către ucraineni - 464 persoane, urmați de moldoveni- 58 persoane, ruși - 40 persoane, alte etnii - 3 persoane.
Evoluția populației în satul Natalievca:
Natalievca - evoluția demografică

|  | Graficele sunt indisponibile din cauza unor probleme tehnice. Mai multe informații se găsesc la Phabricator și la wiki-ul MediaWiki. |

Date: Recensăminte sau birourile de statistică - grafică realizată de Wikipedia

La nivel de comună au fost înregistrați 2231 de oameni, 48,05% fiind bărbați iar 51,95% femei. În structura etnică a populație, de asemenea, predomină ucrainenii cu 80,86%; urmați de moldoveni- 11,83%; ruși - 6,77%, găgăuzi - 0,13%; bulgari - 0,04%; polonezi 0,04% și 0,31% persoane de alte etnii.

## Social
În 2004, la nivel de comună au fost înregistrate 856 de gospodării casnice, mărimea medie a unei gospodării era de 2,6 persoane.